# Plaisance (Quebec)
Plaisance es un municipio canadiense situado en la provincia de Quebec.

## Superficie
Plaisance tiene una superficie de 36,21 km².

## Demografía
En 2021, tenía 1129 habitantes, una densidad poblacional de 31,2 hab./km², y 553 viviendas.